# Прокофьев, Захар Яковлевич
Захар Яковлевич Прокофьев (1887, Севастополь, Таврическая губерния — 1944) — российский революционер, советский политический и хозяйственный деятель. Член РСДРП с 1905 года и РКП(б) с 1918 года.

## Биография
Родился в 1887 году в Севастополе. В 1905 году вступил в Российскую социал-демократическую рабочую партию. Работал в мастерских Севастопольского военного порта. Принимал участие в Севастопольском восстании 1905 года. В 1912 году был арестован за участие в подготовке восстания на флоте и приговорён к 6 годам и 8 месяцам каторги, которую отбывал в Николаевской каторжной тюрьме. После Февральской революции 1917 года вернулся в Севастополь, работал в профсоюзе, а в июле того же года стал заместителем председателя Севастопольского Совета.
С 1918 года — член РКП(б). В начале апреля 1918 года — член Рабочего революционного штаба, который в ночь с 10 на 11 апреля 1918 года организовал мятеж против городского Совета. После окончания гражданской войны находился на различных политических должностях: с июля 1921 года — заместитель председателя Исполкома Севастопольского Совета, в 1922—1923 годах — председатель Исполкома.
Являлся членом Крымского обкома РКП(б), членом ЦИК РСФСР и членом ЦИК СССР I созыва.
Впоследствии работал заместителем начальника Донецкой и начальником Среднеазиатской железной дороги. Входил в состав Совета при народном комиссаре путей сообщения.
Скончался в 1944 году. По другим данным был расстрелян 11 октября 1938 года.